# MEH-PPV
Le MEH-PPV — in extenso poly[2-méthoxy-5-(2-éthyl-hexyloxy)-1,4-phénylène-vinylène] — est un polymère semiconducteur de type p (donneur d'électrons) étudié pour former des jonctions p-n, notamment avec le PCBM comme matériau de type n (accepteur d'électrons), permettant de réaliser des cellules photovoltaïques en polymères ayant un bon rendement énergétique,.

Le MEH-PPV parmi d'autres molécules organiques utilisées en optronique.

## Articles liés
- Cellule photovoltaïque en polymères
- PCBM – [6,6]-phényl-C61-butyrate de méthyle